# Romanze aus Faust
Die Romanze aus Faust ist eine Komposition von Johann Strauss Sohn (ohne Opus-Nummer). Sie wurde möglicherweise am 25. Mai 1864 in Pawlowsk in Russland erstmals aufgeführt.